# Контакт (филм из 2005)
Контакт је први дугометражни играни филм македонског редитеља и косценаристе Сергеја Станојковског, снимљен 2005. године. Био је кандидат Македоније на 79. додели филмске награде Оскар за најбољи филм на страном језику, али није номинован.
Филмска прича прати двоје људи са друштвених маргина између којих се супротно сваком очекивању развија емоционална блискост. Радња је смештена у Скопље, а главне улоге тумаче македонска глумица Лабина Митевска и српски глумац Никола Kојо.

## Радња
Због недостатка места на психијатријском одељењу 25-годишња Жана отпуштена је из болнице. Жана треба да отпочне нови живот и уреди запуштену кућу у којој ће становати.
У исто време из затвора на условну слободу излази четрдесетогодишњи Јанко. Јанков полубрат Новак, власник је хотела и жели да му помогне. Јанко је агресиван и напрасит и није у стању да задржи посао у хотелу. Новак га ангажује да помогне у поправљању Жанине куће. Жана је уверена да је Јанко спасио када се као дете давила. Она се поред Јанка полако отвара, упркос чињеници да је овај стално гура од себе. Иако су наоко потпуно различитих карактера између њих се почиње градити поверење и присност.

## Улоге
| Глумац               | Улога                            |
| -------------------- | -------------------------------- |
| Никола Којо          | Јанко                            |
| Лабина Митевска      | Жана                             |
| Петар Мирчевски      | Новак                            |
| Весна Петрушевска    | Вики                             |
| Марија Пикић         | Ема Фирдуc                       |
| Јасна Диклић         | Борка                            |
| Владимир Ендровски   | управник затвора                 |
| Емил Рубен           | управник психијатријског одељења |
| Драган Маринковић    | Јосе                             |
| Александар Стојковић | Зока                             |
| Гјунер Исмаил        | Жанин отац                       |
| Бедија Беговска      | Жанина мајка                     |
| Ристо Гоговски       | терапеут                         |
| Диме Илијев          | комшија                          |
| Мидхат Карахмет      | Рођак                            |
| Ема Голијанин        | Девојка                          |
| Жаклина Стефковска   | девојка у рингу                  |
| Мустафа Јашар        | станодавац                       |
| Ертан Шабан          | победник у рингу                 |
| Зоран Љутков         | рецепционар                      |
| Сабина Ајрула        | комшијина жена                   |